# Coffin Lust
Coffin Lust ist ein australisches Death-Metal-Duo aus Melbourne, das sich 2010 zusammenfand.

## Geschichte
Coffin Lust wurde Ende 2010 gegründet und besteht aus dem Schlagzeuger, Gitarristen, Bassisten und Sänger Jarro „J.R.“ Raphael und dem Gitarristen und Sänger Pete „P.W.“ Walker. Im selben Jahr schrieben sie die ersten vier Lieder und arbeiteten an diesen in den folgenden sechs Monaten. Im Juli und August 2012 wurde ein erstes Demo aufgenommen, das aus vier Liedern besteht. 2016 erschien über Hells Headbangers Records das Debütalbum Manifestation of Inner Darkness.

## Stil
Christian Popp von Metal.de schrieb in seiner Rezension zu Manifestation of Inner Darkness, dass sich das Duo hierauf an den Death Metal von Anfang bzw. Mitte der 1990er Jahre orientiert. Dabei nehme man sich eher mittel- als nordeuropäische Gruppen als Vorbild und erinnere in der Herangehensweise somit stark an Deserted Fear. Auch würden langsamere bzw. Doom-Metal-Passagen verarbeitet und klangliche Parallelen zu Asphyx, Grave, Morgoth und Torchure seien hörbar. Gelegentliche Einflüsse von nordeuropäischen Bands seien durch das Verarbeiten von Entombed-Anleihen hörbar. Neill Bird von metal-observer.com rezensierte das Album ebenfalls und bezeichnete die Musik als klassischen schmutzigen Death Metal. Hierbei orientiere man sich an den 1980er und 1990er Jahren. Neben Tempowechseln und dem Verarbeiten verschiedener Riffs mangele es den Songs allerdings an Soli.

## Diskografie
- 2012: Beyond the Dark (Demo, Sarlacc Productions)
- 2015: Promo 2015 (Demo, Eigenveröffentlichung)
- 2016: Manifestation of Inner Darkness (Album, Hells Headbangers Records)